# Maria Manuel Leitão Marques
Maria Manuel de Lemos Leitão Marques (Quelimane, Mozambique, 23 de agosto de 1952) es una profesora universitaria y política portuguesa que fue ministra de la Presidencia y de Modernización Administrativa durante el XXI Gobierno constitucional de Portugal.

## Biografías
Maria Manuel Leitão Marques nació en la localidad mozambiqueña de Quelimane en 1952. En 1975, se licenció en Derecho y se doctoró en Economía en la Universidad de Coímbra. En 1979 se convirtió en investigadora permanente del Centro de Estudios Sociales (CES) de esa misma institución y, en 1993 en vicepresidenta de la Asociación Internacional de Derecho Económico. En 2003, fue nombrada catedrática de la Facultad de Economía de la Universidad de Coímbra.
Comenzó su actividad política en el Movimiento de Izquierda Socialista portugués (MES). Como miembro del Partido Socialista de Portugal asumió diversas responsabilidades de gobierno. Así, entre 2007 se convirtió en Secretaria de Estado para la Modernización Administrativa, cargo que ocurpó durante el XVII y XVIII Gobierno constitucional de Portugal. De 2013 a 2015, fue administradora no ejecutiva de la Fundación Francisco Manuel dos Santos. En 2015, fue nombrada ministra de la Presidencia y de Modernización Administrativa durante el XXI Gobierno constitucional de Portugal. En 2019, se convirtió en eurodiputada del Parlamento Europeo.
Es conocida por haber creado el Simplex, un plan de modernización administrativa como secretaria de Estado de Modernización Administrativa bajo el mando del entonces ministro, António Costa. Además, fue la impulsora de la ley de paridad de género en los cargos políticos que fue aprobada en febrero de 2019.
Está casada con uno de los padres de la Constitución portuguesa de 1976, Vital Moreira.

## Reconocimientos
En 1997, la Fundación Calouste Gulbenkian recibió el Premio Gulbenkian de las Ciencias Sociales y Humanas. El 11 de marzo de 2000 fue nombrada Comendadora de la Orden de la Instrucción Pública de Portugal, por el entonces presidente Jorge Sampaio.